# Italienische Badmintonmeisterschaft 2010
Die Italienische Badmintonmeisterschaft 2010 fand vom 29. bis zum 31. Januar 2010 in Mailand statt.

## Medaillengewinner
| Disziplin    | Gold                             | Silber                         | Bronze                             |
| ------------ | -------------------------------- | ------------------------------ | ---------------------------------- |
| Herreneinzel | Rosario Maddaloni                | Marco Mondavio                 | Manuel Batista                     |
| Herreneinzel | Rosario Maddaloni                | Marco Mondavio                 | Giovanni Traina                    |
| Dameneinzel  | Federica Panini                  | Ira Tomio                      | Katrin Thanei                      |
| Dameneinzel  | Federica Panini                  | Ira Tomio                      | Anna von Hepperger                 |
| Herrendoppel | Giovanni Greco Pierluigi Musiari | Luigi Izzo Giovanni Traina     | Patrick Mattei Alex Ziller         |
| Herrendoppel | Giovanni Greco Pierluigi Musiari | Luigi Izzo Giovanni Traina     | Oliver Scanferla Paolo Viola       |
| Damendoppel  | Federica Panini Erika Stich      | Isabel Delueg Franziska Kofler | Carmen Thanei Katrin Thanei        |
| Damendoppel  | Federica Panini Erika Stich      | Isabel Delueg Franziska Kofler | Ira Tomio Anna von Hepperger       |
| Mixed        | Giovanni Traina Federica Panini  | Luigi Izzo Erika Stich         | Giovanni Greco Isabella Sgaravatti |
| Mixed        | Giovanni Traina Federica Panini  | Luigi Izzo Erika Stich         | Enrico Galeani Maria Luisa Mur     |